# Philippe Sella
Philippe Sella (14. února 1962, Tonneins) je bývalý francouzský ragbista, který hrál na tříčtvrtce. V roce 2008 byl vybrán do Světové síně slávy rugby. Je považován za jednoho z nejlepších hráčů svého postu v historii. Za Francii odehrál 111 zápasů a připsal si 30 pětek. Šestkrát vyhrál Pohár 5 národů (1983, 1986–1989, 1993). Je prvním Francouzem, co na mistrovství světa položil pětku. Na MS 1987 získal 2. místo a o osm let později vyhrál na světovém šampionátu s Francií zápas o 3. místo. Po tomto zápase ukončil reprezentační kariéru. Obdržel Francouzský řád za zásluhy a Řád francouzské čestné legie.
Byl vyhlášen nejlepším hráčem francouzské ligy (1986 a 1987). S klubem Agen vyhrál v roce 1982 a 1988 francouzskou ligu a v letech 1983 a 1992 i Francouzský pohár, který se naposledy hrál v roce 2003. Ve svém poslední sezoně vyhrál s klubem Saracens Anglický pohár. Po konci kariéry komentoval ragbyové zápasy, v letech 2009 až 2011 vedl reprezentaci do dvaceti let, uvedl svoji řadu rugbyového oblečení a v roce 2017 šel na tři měsíce do vězení za daňové úniky. Od roku 2012 je trenérem klubu Agen.

## Kariéra

### Klubová kariéra
- 1980–1996 Agen
- 1996–1998 Saracens